# Real Imprenta de Niños Expósitos
La Real Imprenta de Niños Expósitos fue una imprenta fundada en Buenos Aires, capital del Virreinato del Río de la Plata, por el virrey Juan José de Vértiz y Salcedo, en 1780, con el objeto de que el gobierno tuviera un instrumento adecuado para difundir noticias, bandos y proclamas. Poco antes, el 7 de agosto de 1779, Vértiz había fundado una Casa de Niños Expósitos, y dispuso que esta se beneficiase con parte de las ganancias de la imprenta, que además ayudaría a los niños a encontrar una ocupación digna y, a la vez, a educarse en el arte de la impresión.

## Historia
Para obtener la primera máquina de imprenta, el virrey Vértiz recurrió a los franciscanos, que administraban las propiedades de los jesuitas que habían sido expulsados de Hispanoamérica en 1767. 
El trámite del virrey comenzó con una carta fechada el 7 de agosto de 1779, en que pidió al rector del Colegio Convictorio de Monserrat un informe acerca del estado y precio de la imprenta.
Ya en 1764 los jesuitas habían introducido la primera imprenta en el territorio de lo que posteriormente sería el Virreinato del Río del Río de la Plata, en Córdoba, y sus trabajos fueron muy bien recibidos por su calidad de impresión y contenido. La imprenta había costado dos mil pesos. Tres años después, estaba arrumbada, deshecha y desarmada en el sótano del edificio del Convictorio de Montserrat. 
A vuelta de correo, el rector del Colegio informó del estado de la máquina a Vértiz, quien la compró comprometiéndose a pagar por ella su “valor legítimo”. 
Concretado el pedido del virrey, se estibaron todas las partes en una carreta de bueyes, que viajó a lo largo del camino mediterráneo del comercio colonial, hasta Buenos Aires. 
En los primeros días de febrero de 1780 el envío llegó a las cercanías del Cabildo de Buenos Aires, más exactamente a la esquina de las entonces calles de San José y San Francisco, las actuales Moreno y Perú, en lo que hoy es la Manzana de las Luces. El costo del flete fue de 40 pesos y, cuando se desembaló, la carga contenía ocho cajones de tipos, en su mayor parte empastelados y descabalados, que pesaban 111 arrobas y 10 libras, y de una prensa de hierro, a la que faltaban sus piezas accesorias, y además una prensa de madera en mal estado. Se tasó y valoró todo en mil pesos, que fueron remitidos a Córdoba por medio del padre Pedro José Parras. Según lo declarado por el virrey Vértiz en su Memoria de Gobierno, los componentes de la imprenta estaban muy deteriorados, y se debieron invertir 1.812 pesos en repararla.
Luego de la reparación, que demoró casi diez meses, varias pruebas de imprenta y pequeñas ediciones de bandos, de las que aún hoy se conserva testimonio, el 21 de noviembre de 1780 expidió el virrey el decreto de instalación de la imprenta con la denominación de Real imprenta de Niños Expósitos, nombrándose a don José Silva y Aguilar como administrador por el periodo de diez años, debiéndose aplicar las tres cuartas partes de las utilidades de la imprenta a beneficio de la Casa de Niños Expósitos y la cuarta parte restante a favor del administrador. 
Silva y Aguilar administró la imprenta desde 1780 hasta 1783, en que el auditor designado por el virrey, Alfonso Sotoca, detectó ciertas irregularidades, entonces Silva y Aguilar fue suspendido y el propio Sotoca se hizo cargo de la imprenta. En ese mismo año de 1783, se decidió mudar la imprenta a otra esquina, distante cien metros de la ubicación original, la de las calles San José y San Carlos, actuales Perú y Alsina, dentro mismo de la hoy llamada Manzana de las Luces. 
Hacia 1785, después de un largo pleito, Silva y Aguilar logró demostrar que las acusaciones en su contra habían sido infundadas y consiguió un nuevo contrato de arrendamiento por diez años, llevando por socio y fiador a don Antonio José Dantas. 
En 1794, Silva y Aguilar vendió su parte a Dantas y éste quedó como único administrador. El segundo periodo de Silva y Aguilar como administrador, 1785 a 1794, en cuanto la calidad de impresión, fue el más destacado de la primitiva imprenta. En 1791 salió a la luz el rarísimo y precioso volumen titulado Siete sabios de Grecia, en cuya portada iba una dedicatoria al virrey Nicolás Antonio de Arredondo, firmada por el propio Aguilar.

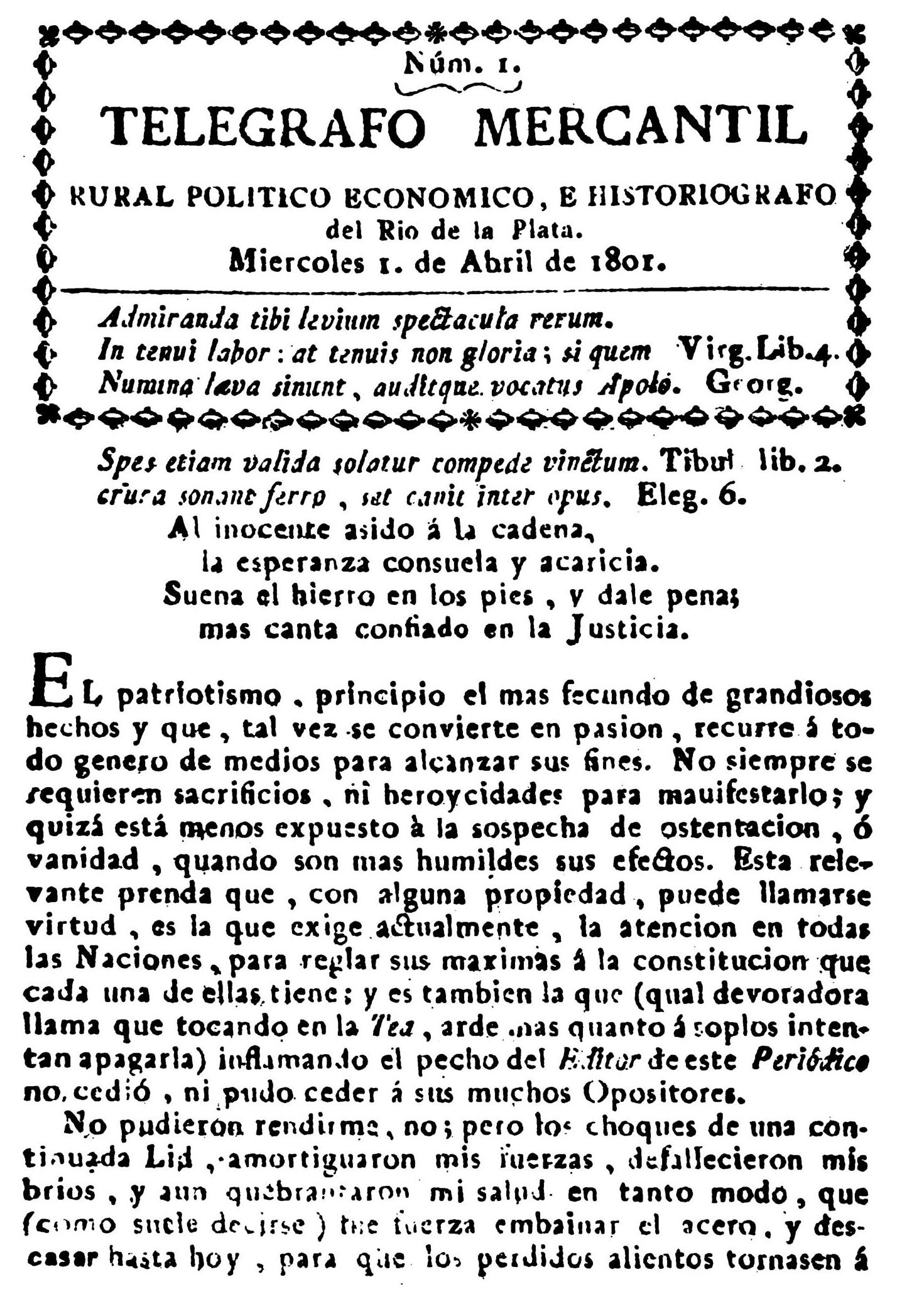
Primer número del Telégrafo Mercantil, miércoles 1° de abril de 1801.

El primer prensista de la casa, fue don Agustín Garrigós, un sargento retirado de Dragones, y también fue el segundo arrendatario y administrador desde 1799. Bajo la administración de Garrigós, se publicó el primero de los periódicos literarios, científicos y sociales, el Telégrafo Mercantil y también el Semanario de Agricultura, Industria y Comercio, de Juan Hipólito Vieytes.
Agustín Garrigós fue reemplazado el 24 de octubre de 1804 por Juan José Pérez, quien había ofertado dos mil cuatrocientos pesos al año pagaderos por trimestres, por el término de cinco años, y la correspondiente fianza. La suma era ligeramente superior a la propuesta por Garrigós, que pretendía seguir administrando la imprenta, por lo que Pérez obtuvo la concesión. Sin embargo, al poco tiempo, el 27 de junio de 1805, el nuevo concesionario fue agraciado por el virrey con una importante reducción de la tasa. La rebaja fue de un tercio sobre lo acordado en un principio y, enterado de esto, Garrigós objetó la medida, pero no obtuvo satisfacción por parte de la autoridad. Durante la administración de Pérez se publicaron todas las hojas y folletos referentes a las Invasiones Inglesas de 1806 y 1807; las Memorias del Consulado, escritas por Manuel Belgrano y los primeros números de la Gazeta de Gobierno del virrey Baltasar Hidalgo de Cisneros. 
En 1807, la Real Imprenta de Niños Expósitos vio duplicada su capacidad, ya que recibió desde Montevideo la prensa, los tipos y los utensilios con los que los invasores ingleses imprimían el periódico bilingüe The Southern Star. 
El 28 de noviembre de 1809 vencía el plazo de arrendamiento y a Pérez lo sucedió en la concesión Agustín Donado. Cuando comenzó la administración de Donado, se imprimía aún la Gazeta de Gobierno, el 9 de enero de 1810 dejó de salir la Gazeta y Cisneros dio apoyo al proyecto propuesto por Manuel Belgrano, el Correo de Comercio, cuyo primer número salió el 3 de marzo de 1810, y fue primer periódico editado por un porteño). En ese mismo año, Mariano Moreno publicó La Representación de los Hacendados. 
La imprenta fue también cuna de los primeros periódicos posteriores a la Revolución de Mayo y en total, hasta 1812, los periódicos impresos por la Imprenta de los Niños Expósitos, fueron:
- Telégrafo Mercantil, Rural Político y Económico e Historiográfico del Río de La Plata, dirigido por el Coronel Francisco Antonio Cabello y Mesa, desde el 1 de abril de 1801 hasta el 17 de octubre de 1802.

- Semanario de Agricultura, Industria y Comercio, de Juan Hipólito Vieytes, desde el 1° de septiembre de 1802 al 11 de febrero de 1807.

- Gazeta de Gobierno , del virrey Cisneros, desde el 14 de octubre de 1809 al 9 de enero de 1810.

- Correo de Comercio, de Manuel Belgrano, desde el 3 de marzo de 1810 al 5 de abril de 1811.

- Gazeta de Buenos Ayres, de Mariano Moreno, 7 de junio de 1810 al 12 de septiembre de 1821.

- El Censor, de Vicente Pazos Silva, editado desde el 7 de enero de 1812 al 24 de marzo de 1812.

- Mártir o libre, de Bernardo Monteagudo, editado desde el 29 de marzo de 1812 hasta el 25 de mayo de 1812.

- El grito del Sud, de Julián Álvarez, que salió por primera vez el 14 de julio de 1812 y su último número es del 2 de febrero de 1813.

Además, en 1814 se editó la primera pieza de teatro que se publicó en la Argentina: "El triunfo de la naturaleza", tragedia en cinco actos del doctor Vicente Pedro Velasco da Cunha.
En el año 1817, se publicó “Origen y progresos del nuevo sistema de enseñanza mutua, del señor Lancaster traducido del inglés”, un manual escolar de la época, escrito por Joseph Lancaster, maestro protestante inglés, dirigido a los docentes donde, entre otras temas, se enseñaba de qué modo sólo un maestro podía dar clases a grupos de quinientos o más alumnos. En 1822 el gobierno de Bernardino Rivadavia decidió que en todas las escuelas se aplicara el “sistema de enseñanza mutua”.
Fue durante el ministerio de Rivadavia, en 1824, cuando la imprenta dejó de tener relevancia en el sostenimiento de la Casa de Niños Expósitos, pues esta fue sostenida por el Estado. Es entonces que el gobierno de la Provincia de Buenos Aires decidió entregar la vieja máquina de imprenta al gobierno de la Provincia de Salta, donde sirvió para publicar la acción oficial y no oficial cultural. En octubre de 1867, cuando la ciudad de Salta estaba sitiada por las fuerzas de Felipe Varela, los tipos de plomo de la imprenta fueron fundidos para hacer las balas que usaron los defensores de la ciudad.

La Imprenta de Niños Expósitos mantuvo su denominación original hasta el año 1852, en que pasó a conocerse como Imprenta del Estado. 

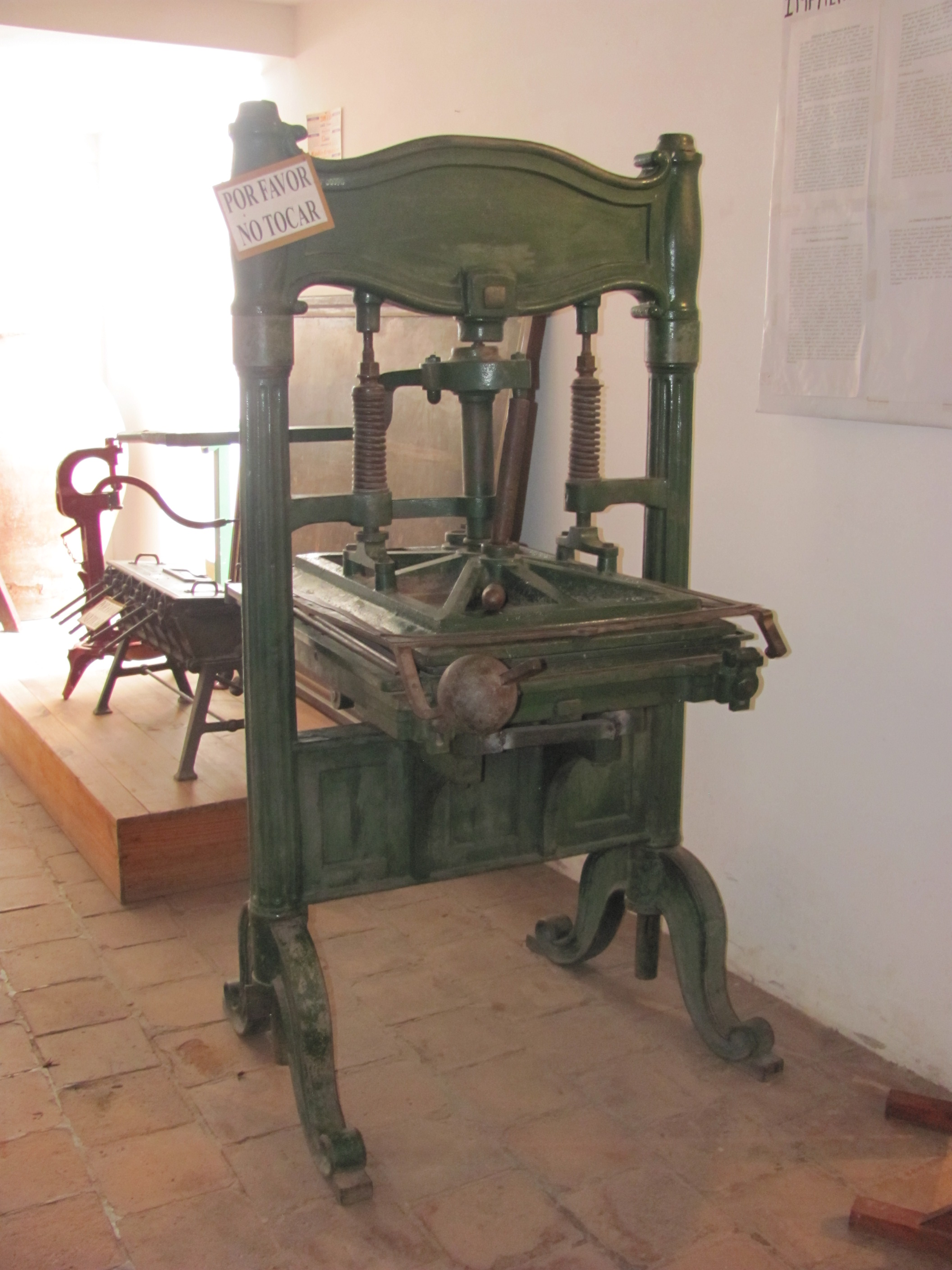
Imprenta ubicada en Museo del Vino de Cafayate, Salta, Argentina.

## Imprenta de la Patria
En el Museo del Vino de Cafayate, ubicado en la ciudad homónima, en Salta, se encuentra expuesta una imprenta o prensa tipográfica, conocida como la Imprenta de la Patria.   
Durante más de 80 años se consideró que esta imprenta fue la que había sido traída por los jesuitas al Río de La Plata y que luego de su expulsión viajó a Buenos Aires para crear la Real Imprenta de los Niños Expósitos. Dado que no existe datos fidedignos la controversia se mantiene.